# Dajiu Zhou
Dajiu Zhou (kinesiska: 大九洲) är en ö i Kina. Den ligger i provinsen Guangdong, i den södra delen av landet, omkring 110 kilometer söder om provinshuvudstaden Guangzhou. Arean är 0,27 kvadratkilometer. Den sträcker sig 0,9 kilometer i nord-sydlig riktning, och 0,4 kilometer i öst-västlig riktning.
Genomsnittlig årsnederbörd är 2 326 millimeter. Den regnigaste månaden är maj, med i genomsnitt 472 mm nederbörd, och den torraste är januari, med 25 mm nederbörd.